# Husnummer

Det vanliga systemet för husnumrering vid en väg eller gata i Europa. Husen på båda sidor längs vägen numreras löpande och växelvis i ett sicksack-mönster, så att husen får udda nummer på ena sidan av vägen och jämna på den andra.

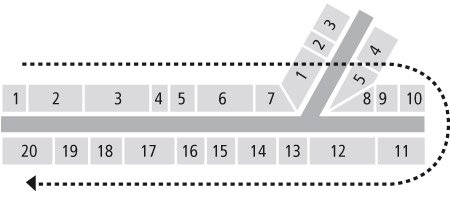
Medurs husnumrering. Husen på vänstra sidan av vägen numreras från ett och uppåt slutet av vägen, där numreringen går tillbaka på motsatt sida av vägen. Moturs husnumrering som förekommer i delar av Tyskland fungerar enligt samma princip men börjar på höger sida, går moturs till änden och sedan tillbaka på vänster sida.

Husnumrering är systemet att ge ett unikt nummer för varje byggnad på en gata eller ett område med avsikt att göra det lättare att hitta en viss byggnad. Husnumret är ofta en del av en postadress. Observera att termen "husnummer" avser numret på byggnaden, även om byggnaden inte är ett hus utan en kommersiell struktur eller en obebyggd tomt. Systemet för husnumrering varierar beroende på plats och i många fall till och med inom städerna. I vissa delar av världen, däribland många avlägsna områden, är husen inte numrerade alls, utan helt enkelt namnsatta.

## Internationella standarder
I delar av Tyskland, främst Berlin, Hamburg och områden i norra Tyskland som tidigare tillhörde staten Preussen, är moturs numrering fortfarande i bruk på många äldre gator, medan det vanligare europeiska systemet med växelvis numrering med udda och jämna nummer på olika sidor av gatan använts för ny numrering av gator sedan mellankrigstiden. Ett känt exempel på en gata med moturs numrering är Kurfürstendamm i Berlin.
I Storbritannien är europeisk numrering vanligast men det förekommer även medsols numrering på äldre bygator, återvändsgränder, strandpromenader och andra platser där systemet med udda på ena sidan och jämn på andra sidan av historiska och praktiska skäl inte införts. Till exempel ligger premiärministerbostaden 10 Downing Street i London vägg i vägg med 11 Downing Street.
I Finland används normalt europeisk numrering i tätorter, men det förekommer även avståndsbaserad numrering på längre landsvägar, där husnumret beräknas utifrån avståndet till vägens början.
I Italien är europeisk numrering vanligast, men det förekommer lokala system som behållits av praktiska och historiska skäl. I Venedigs innerstad, som till stora delar saknar bilgator, baseras husnumreringen på de sex distrikt, sestieri, som staden indelas i; varje distrikt har en egen nummerserie.

## Historik
Första husnumren i världen fick husen på bron Pont Notre-Dame i Paris år 1512. Detta för att man skulle kunna skilja på de 68 likvärdiga lägenheterna. Jämna nummer på ena sidan bron och udda på den andra. Bruket spred sig sedan långsamt till andra franska städer och senare andra länder. Tidigare användes skyltar med personligt utformade motiv. Krögare och hantverkare hade ofta järnskyltar på sina hus, men dessa var så stora och tunga att de skuggade gatorna och rent av kunde ramla ned i huvudet på folk.
I Stockholm var det överståthållarämbetet som år 1832 kom med en order om att alla hus skulle numreras "i obruten ordning" och "genomlöpa varje gata". Numreringen utgick från slottet.

## Galleri

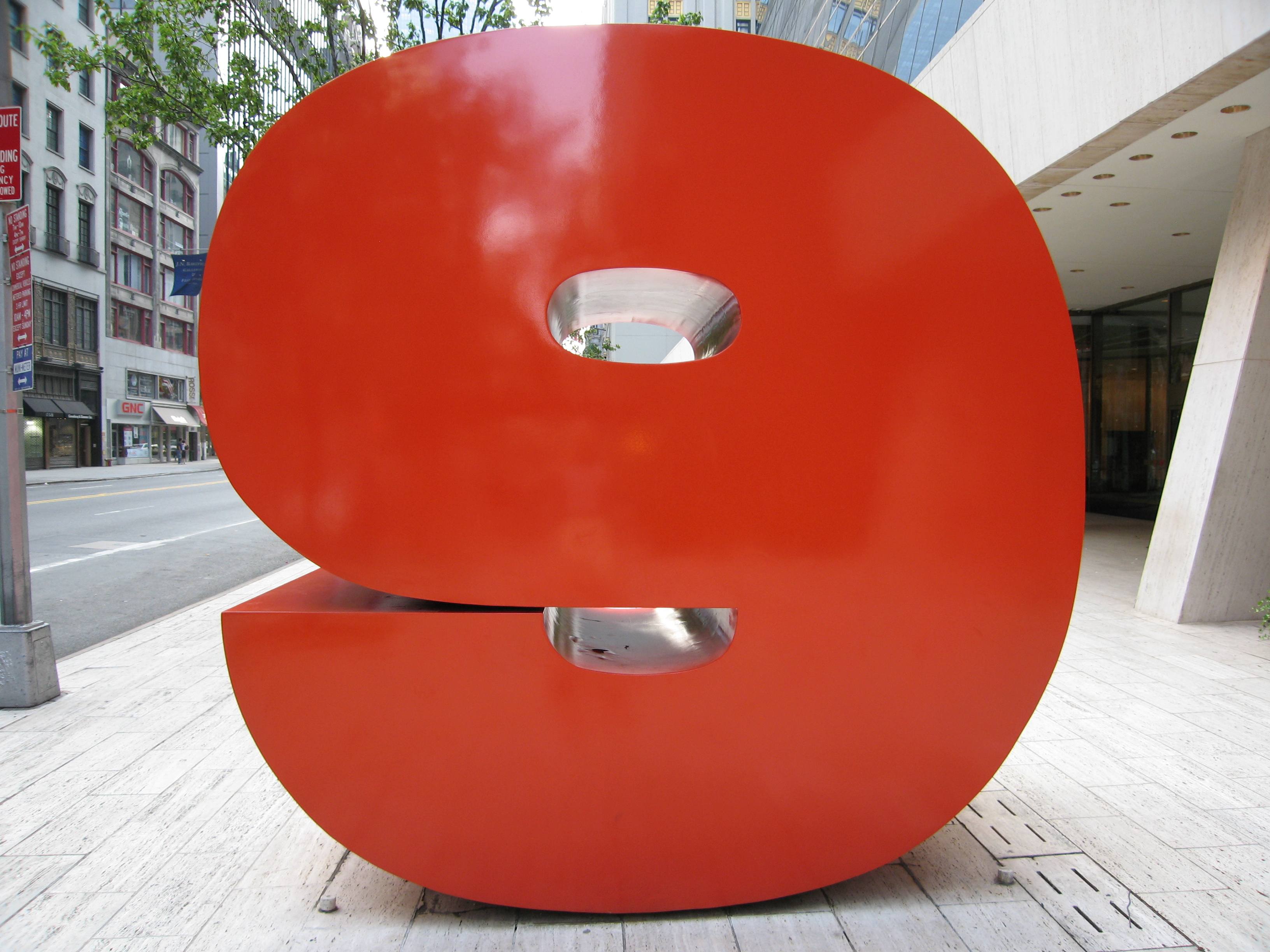
9 West 57th Street, New York City
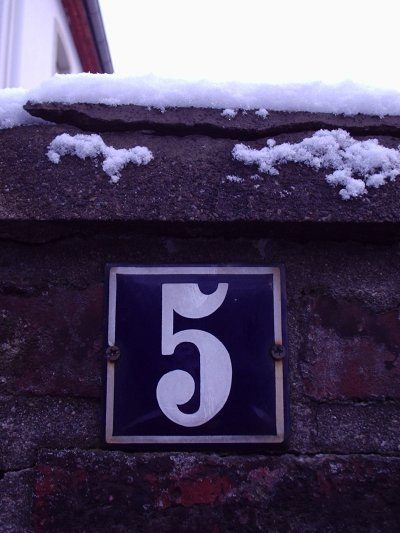
Husnummer i emalj.
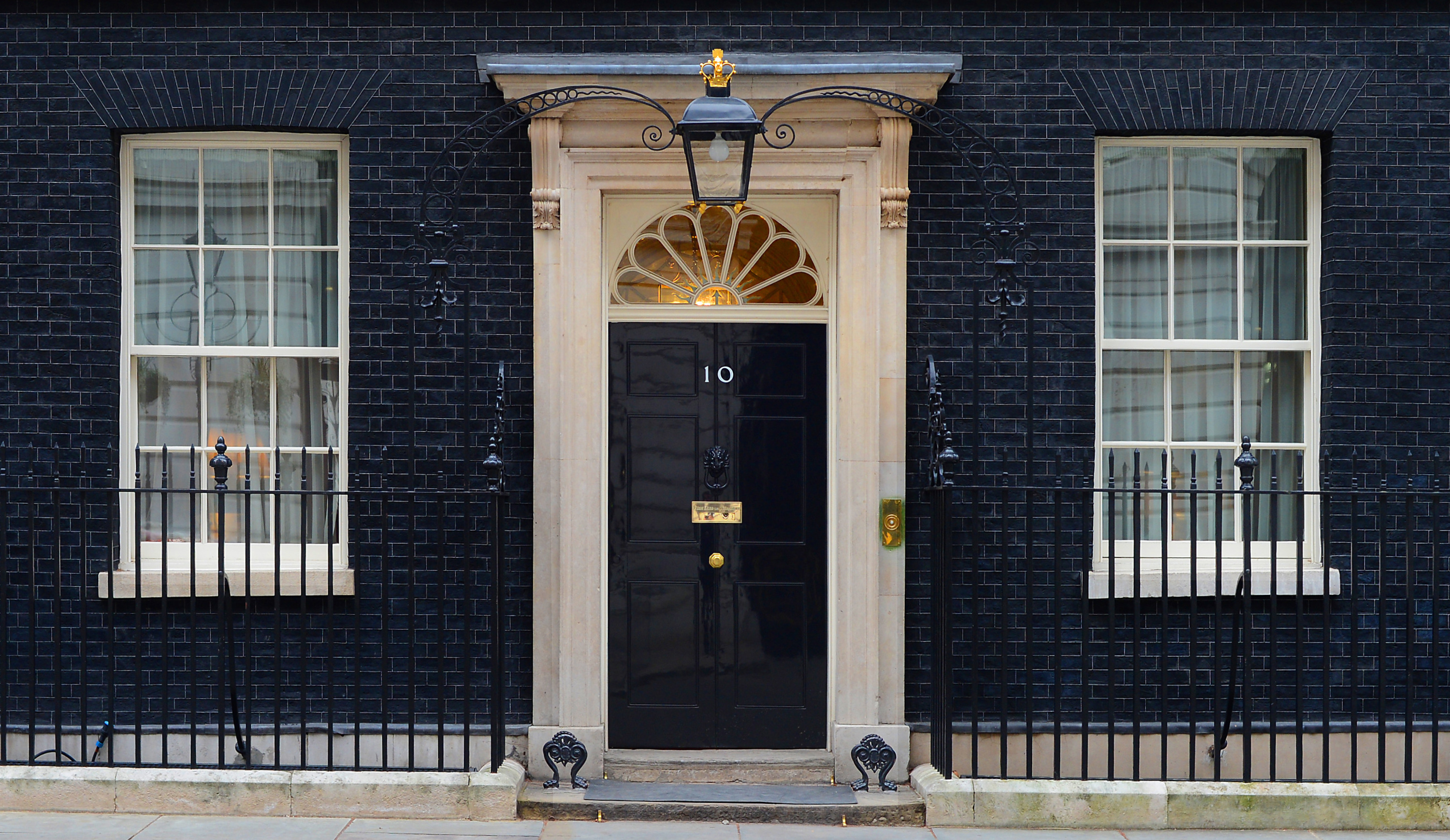
10 Downing Street, London.